# 蒙塔佐利
蒙塔佐利是意大利阿布鲁佐大区基耶蒂省的一个镇。